# Mehdi Sahnoune
Mehdi Sahnoune (* 5. Mai 1976 in Marseille, Frankreich) ist ein ehemaliger Boxer und regulärer Weltmeister des Verbandes WBA im Halbschwergewicht.

## Profi
Sahnoune wurde im Jahre 2001 Französischer Meister. Am 8. März 2003 schlug er Bruno Girard durch technischen K. o. in Runde 7 und wurde dadurch regulärer WBA-Weltmeister. Bereits bei seiner ersten Titelverteidigung, die im Oktober desselben Jahres gegen Silvio Branco stattfand, verlor er diesen Titel durch T.K.o in der 11. Runde. Diese Pleite war zugleich seine erste, die er hinnehmen musste.
Gegen den ungeschlagenen Ungarn Zsolt Erdei boxte er 39-jährig im Oktober 2005 um die WBO-Weltmeisterschaft und musste seine zweite und letzte Niederlage einstecken.